# 行人 (仏教)
行人(ぎょうにん）とは、古代・中世日本の寺院内における僧侶の身分の1つ。高野山金剛峯寺において行人方（ぎょうにんがた）・総分（そうぶん）として呼ばれるものも同義である。

## 概要
本来は修行者の意味があり、山伏などの修験者も含まれているが、寺院内部においては施設の管理や花・灯りの準備、炊事・給仕など専ら世俗的あるいは実務的な業務にあたる身分を指した。また、行人の中には実務の一環として寺領からの年貢徴収や寺院の警備にあたるものもおり、その中から僧兵などの武装をする者も現れるようになった。
学侶・堂衆（延暦寺では行人と同一視されている）などとともに大衆を構成したが、学侶よりも下の身分とみなされて、ときには双方の間で内部対立を起こすこともあった。
金剛峯寺では、宝徳2年（1450年）に学侶（学侶方）・行人（行人方）間で1,000人もの死傷者を出す衝突を起こし、一時木食応其や徳川家康の尽力で和議も行われたものの長続きせず、以後も250年にわたって両者の対立が続き、元禄2年（1689年）と享保元年（1716年）に江戸幕府によって行人に対する弾圧が行われている。明治維新以後、行人・行人方は解体されることになった。